# Odisseas Vlachodimos
Odisseas Vlachodimos (griechisch Οδυσσέας Βλαχοδήμος, * 26. April 1994 in Stuttgart) ist ein griechisch-deutscher Fußballtorwart. Seit 2024 steht er beim englischen Erstligisten Newcastle United unter Vertrag. Zurzeit ist er an den FC Sevilla ausgeliehen. Zudem ist er seit 2018 griechischer Fußballnationalspieler.

## Karriere

### Verein
Vlachodimos ist der Bruder des Fußballspielers Panagiotis Vlachodimos. Er wechselte in der Jugend 2002 vom VfL Stuttgart-Wangen (heute SportKultur Stuttgart) zum VfB Stuttgart.
Noch als U19-Spieler gab Odisseas Vlachodimos am 25. Februar 2012 am 26. Spieltag der Saison 2011/12 für den VfB Stuttgart II in der 3. Profi-Liga gegen den 1. FC Heidenheim sein Profidebüt.
Am 22. Juni 2012 unterzeichnete er einen Lizenzspielervertrag, der bis Ende Juni 2015 datiert war. Im April 2014 verlängerte Odisseas Vlachodimos seinen Vertrag mit dem VfB bis Juni 2017. Zur Saison 2014/15 wurde er offiziell Mitglied des Bundesligakaders der Stuttgarter.
Vlachodimos gab mit dem VfB Stuttgart am 29. August 2015 am 3. Spieltag der Saison 2015/16 gegen Eintracht Frankfurt sein Debüt in der Bundesliga, als er nach einem Platzverweis gegen Przemysław Tytoń für Daniel Didavi eingewechselt wurde. Durch eine anschließende Sperre sowie einen verletzungsbedingten Ausfall von Tytoń kam er zu zwei weiteren Bundesligaeinsätzen für den VfB.
Am 26. Januar 2016 wechselte Odisseas Vlachodimos zu Panathinaikos Athen und zum 1. Juli 2018 zu Benfica Lissabon.
Nach fünf Jahren als Stammtorhüter beim portugiesischen Rekordmeister unterschrieb Vlachodimos am 1. September 2023 einen Vierjahresvertrag beim englischen Erstligisten Nottingham Forest.
Ein Jahr später wechselte er zum Ligakonkurrenten Newcastle United.
Nachdem er in der Saison 2024/25 allerdings nur einmal zum Einsatz gekommen war, wurde er für die Saison 2025/26 an den FC Sevilla ausgeliehen.

### Nationalmannschaft
Odisseas Vlachodimos debütierte am 21. Mai 2009 für die deutsche U15-Nationalmannschaft in einem Länderspiel gegen die USA und wurde im folgenden Monat gegen Polen in einem weiteren U15-Länderspiel für Deutschland eingesetzt. Sein Debüt für die U16-Nationalmannschaft Deutschlands gab Odisseas Vlachodimos am 14. August 2009 gegen die Schweiz. Zu weiteren U16-Länderspielen für Deutschland kam Vlachodimos unter anderem im Oktober 2009 bei einem Turnier in Liechtenstein und im Februar 2010 bei einem Turnier in Zypern. Mit der deutschen U17-Nationalmannschaft wurde Odisseas Vlachodimos bei der U17-Europameisterschaft 2011 als Stammtorhüter Vizeeuropameister. Die anschließende U17-Weltmeisterschaft 2011 schloss Odisseas Vlachodimos als Nummer 1 der deutschen U17-Nationalmannschaft mit dem dritten Platz ab. Am Ende des Jahres wurde er mit der Fritz-Walter-Medaille in Bronze ausgezeichnet. Für ein Länderspiel gegen die Niederlande am 29. Februar 2012 wurde Vlachodimos erstmals in die U18-Nationalmannschaft von Deutschland berufen. In diesem Spiel gab er sein Debüt für die deutsche U18-Auswahl. Im Tor des deutschen U19-Nationalteams stand Odisseas Vlachodimos zum ersten Mal am 14. August 2012 gegen Schottland. Am 12. Oktober 2013 gab er gegen die Niederlande sein Debüt für die U20-Nationalmannschaft von Deutschland.
Am 28. März 2017 debütierte Vlachodimos im Spiel gegen die U21 Portugals, das 0:1 verloren wurde, für die U21-Nationalmannschaft. Ohne bei dem Turnier zum Einsatz gekommen zu sein, gewann er mit der deutschen U21 2017 die Europameisterschaft.
Ende Oktober 2018 entschied er, künftig für die griechische Nationalmannschaft zu spielen. Am 15. November 2018 debütierte Vlachodimos für diese, als er beim 1:0-Heimspiel gegen Finnland aufgestellt wurde.

## Erfolge
Vereine
- Portugiesischer Meister: 2018/19, 2022/23
- Portugiesischer Supercupsieger: 2019

Nationalmannschaft
- U21-Europameister: 2017
- U17-Vize-Europameister: 2011
- Dritter der U17-Weltmeisterschaft: 2011